# Eagle Aviation France
 (février 2023).
La mise en forme du texte ne suit pas les recommandations de Wikipédia : il faut le « wikifier ».
Les points d'amélioration suivants sont les cas les plus fréquents. Le détail des points à revoir est peut-être précisé sur la page de discussion.
- Les titres sont pré-formatés par le logiciel. Ils ne sont ni en capitales, ni en gras.
- Le texte ne doit pas être écrit en capitales (les noms de famille non plus), ni en gras, ni en italique, ni en « petit »…
- Le gras n'est utilisé que pour surligner le titre de l'article dans l'introduction, une seule fois.
- L'italique est rarement utilisé : mots en langue étrangère, titres d'œuvres, noms de bateaux, etc.
- Les citations ne sont pas en italique mais en corps de texte normal. Elles sont entourées par des guillemets français : « et ».
- Les listes à puces sont à éviter, des paragraphes rédigés étant largement préférés. Les tableaux sont à réserver à la présentation de données structurées (résultats, etc.).
- Les appels de note de bas de page (petits chiffres en exposant, introduits par l'outil «  Source ») sont à placer entre la fin de phrase et le point final[comme ça].
- Les liens internes (vers d'autres articles de Wikipédia) sont à choisir avec parcimonie. Créez des liens vers des articles approfondissant le sujet. Les termes génériques sans rapport avec le sujet sont à éviter, ainsi que les répétitions de liens vers un même terme.
- Les liens externes sont à placer uniquement dans une section « Liens externes », à la fin de l'article. Ces liens sont à choisir avec parcimonie suivant les règles définies. Si un lien sert de source à l'article, son insertion dans le texte est à faire par les notes de bas de page.
- La présentation des références doit suivre les conventions bibliographiques. Il est recommandé d'utiliser les modèles {{Ouvrage}}, {{Chapitre}}, {{Article}}, {{Lien web}} et/ou {{Bibliographie}}. Le mode d'édition visuel peut mettre en forme automatiquement les références.
- Insérer une infobox (cadre d'informations à droite) n'est pas obligatoire pour parachever la mise en page.

Pour une aide détaillée, merci de consulter Aide:Wikification.
Si vous pensez que ces points ont été résolus, vous pouvez retirer ce bandeau et améliorer la mise en forme d'un autre article.
Eagle Aviation était une compagnie française de location d'avions basée sur l'aéroport de Saint-Nazaire dans la région des Pays de la Loire.

## Histoire
La compagnie Eagle Aviation, dont le siège social se trouvait sur l'Aéroport de Saint-Nazaire et dont le siège opérationnel se trouvait sur l'Aéroport de Paris-Charles de Gaulle (Roissy), a vu le jour en septembre 1999.
Plusieurs actionnaires composait la société Eagle Aviation France dont Manuel, Catherine, Antoine et Thomas Garbaccio, Franck Chatellier et Mansour GAN Janbi, un saoudien.
Elle commencera par louer des Airbus A300 (F-OHLE et F-GVVV) à la société HAM LOC détenue par le Vendée devenu Lavallois André Jaud, figure des Centres E.LECLERC dans le Grand Ouest et passionné d'aviation. André Jaud deviendra également actionnaire minoritaire par le biais de ses sociétés Nicodis et Lavaldis, les deux hypermarchés E.LECLERC de Laval.
D'abord spécialisée dans la maintenance, elle s'était spécialisée dans la location longue durée d'avion de lignes avec équipages, maintenance et assurance (vols AMI et ACMI), de sièges (Full charter) à des compagnies nationales tierces comme Air Afrique, Saudi Arabian Airlines, Ariana Afghan Airlines, Air Togo, Air Gabon International ou des voyagistes comme Tui.
Elle était titulaire d'un certificat de transporteur aérien mondial depuis 2002, d'une Licence d'Exploitation ainsi que d'un Certificat PART-145.
En avril 2022, Eagle Aviation se tourne vers l'Afrique en assurant des vols réguliers pour Air Togo en Airbus A300 entre Cotonou et Douala ou Libreville.
Manuel Garbaccio devient ainsi actionnaire au sein de compagnies africaines auxquelles Eagle Aviation loue des appareils. Manuel Garbaccio devient ainsi le directeur général d'Air Togo, administrateur général d'Afrique Airlines et administrateur d'Ivoire Airways.
En 2006, elle se recentre vers l'Arabie Saoudite et l'Afghanistan en louant ses appareils pour des compagnies comme Saudi Arabian Airlines ou Ariana Afghan Airlines.
En 2007, elle loue sur le sol français ses avions pour les voyagistes ou compagnies charters comme Air Méditerranée avec deux Boeing 757-200.
Le 20 avril 2008, l'Airbus A300-200 immatriculé F-HEEE est vendu à Fedex et transformé en avion cargo par la suite.
Elle a été placée en liquidation judiciaire en février 2009 et a été reprise par le groupe EVSEN du nom du dirigeant originaire d'Azerbaïdjan, Elnur STERN.
Elle revit en mars 2009 sous le nom de Noor Airways en exploitant un seul avion, un Boeing 747-400 (F-GTIR) mais fut mise en redressement judiciaire en février 2010,.
Si Manuel Garbaccio s'est dirigée dans le domaine agricole, Franck Chatellier après avoir voulu lancer une compagnie aérienne régulière au nom de Océan Airways avec Stéphanie Jaud, la fille d'André Jaud sur l'aéroport de Nantes est toujours dans le domaine de l'aviation en ayant créé, une compagnie d'aviation d'affaires au nom d'Océan Aviation basée sur l'aérodrome de la Baule-Escoublac.

## Flotte
La flotte d'Eagle aviation a été composée de : 
- 4 Boeing 757-200: F-GTIQ (du 22/11/2008 au 15/06/2010) pour Federal Express, F-GTIB (du 11/08/2006 au 06/01/2011) pour Federal Express, F-GTIP (du 15/09/2009 au 05/04/2011) pour Delta Airlines, F-GTID (du 10/01/2007 au 14/02/2007) pour Ariana Afghan Airlines, F-GTID (du 22/03/2007 au 25/11/2011) pour Federal Express.
- 1 Boeing 747-400: F-GTIR (du 19/08/2009 au 10/01/2011) pour World Airways.
- 4 Airbus 300-600: F-OHLE, F-HEEE, F-HDDD, F-GVVV
- 2 Airbus A310-300: F-GEMO et F-GYYY
- 2 Airbus A 320-200: F-GZZZ et F-GPPP

Elle aurait eu également à ses débuts, un BAC 1-11-400 immatriculé F-WQFM (ex EL-LIB).

## Galerie photographique

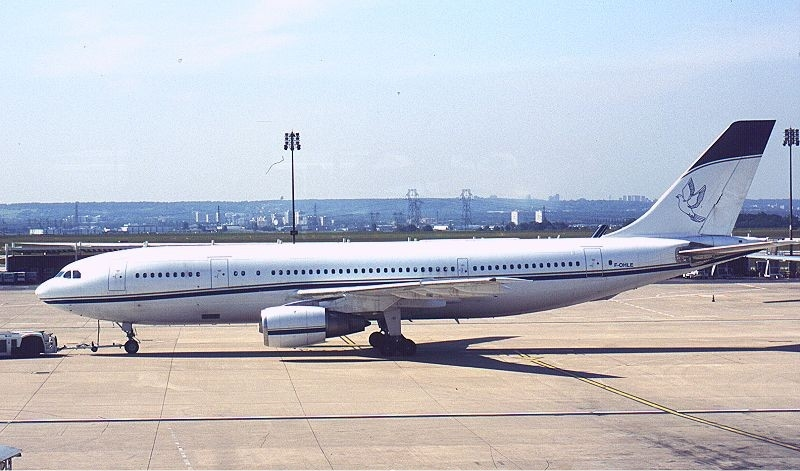
Airbus A300 d'Eagle Aviation en 2000
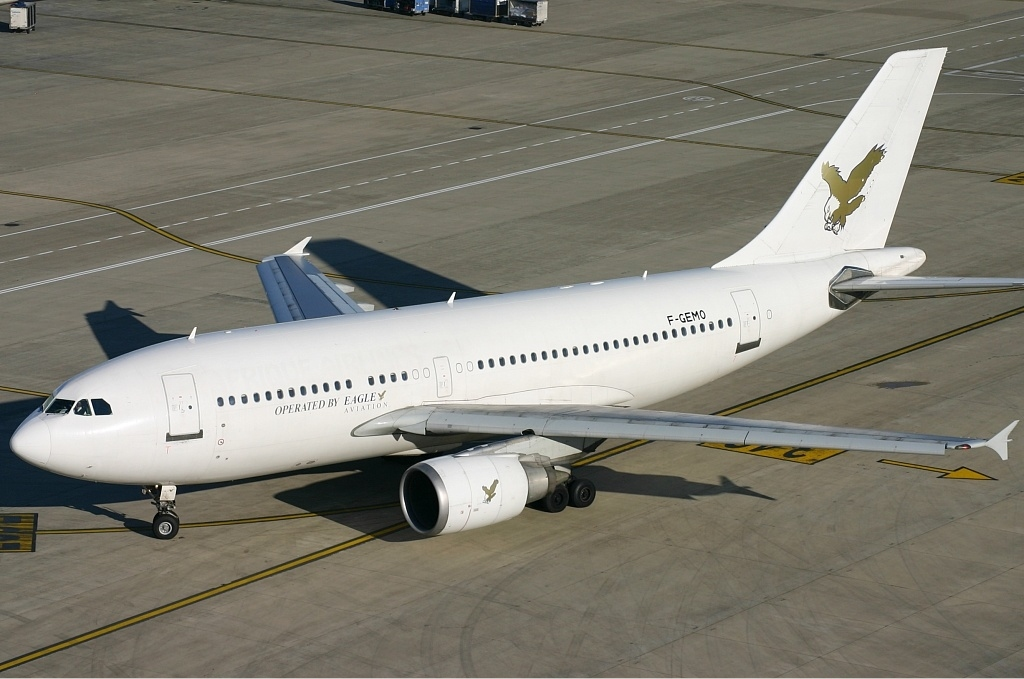
Airbus A310-300 d'Eagle Aviation à Bruxelles en 2005 pour TUI Belgium
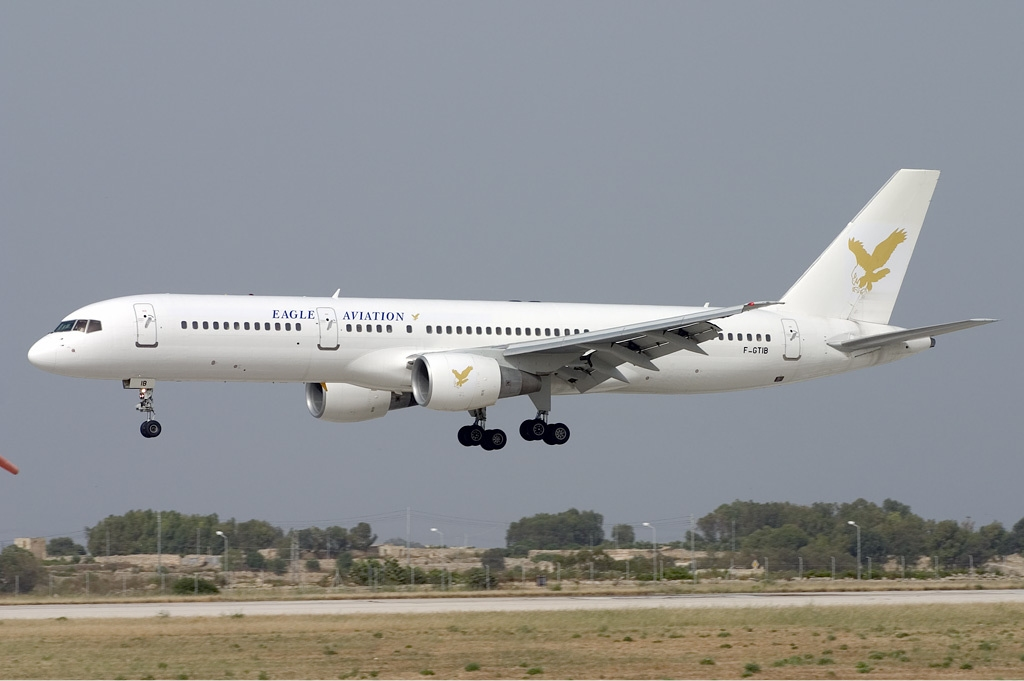
Boeing 757 d'Eagle Aviation atterrissant à Malte en mai 2007
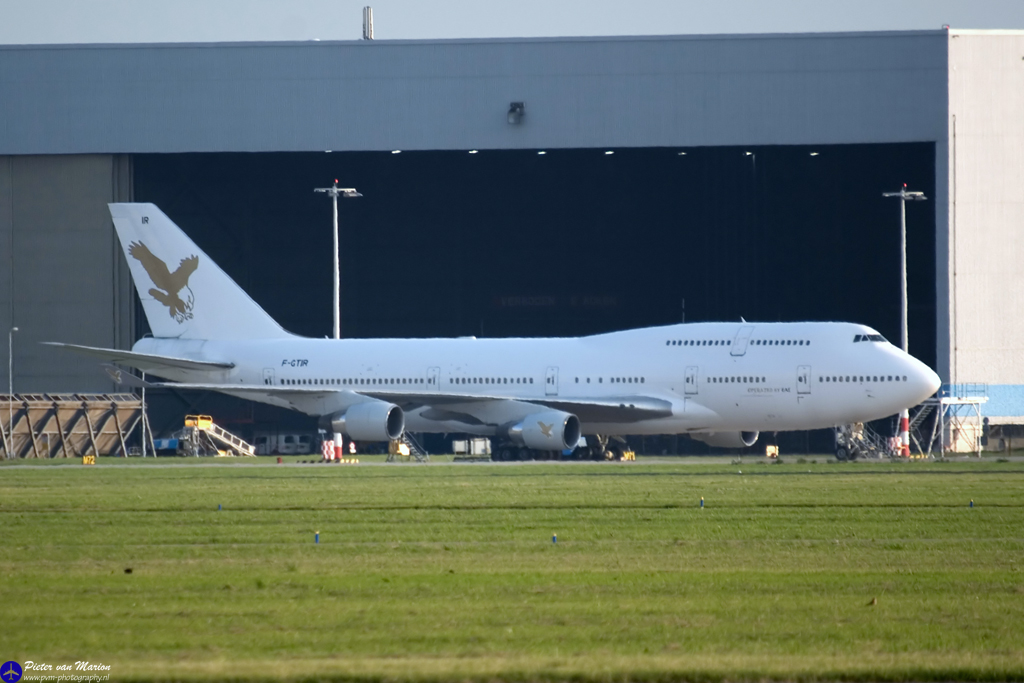
Boeing 747 d'Eagle Aviation n° F-GTIR en aout 2009 (Aéroport d'Amsterdam)
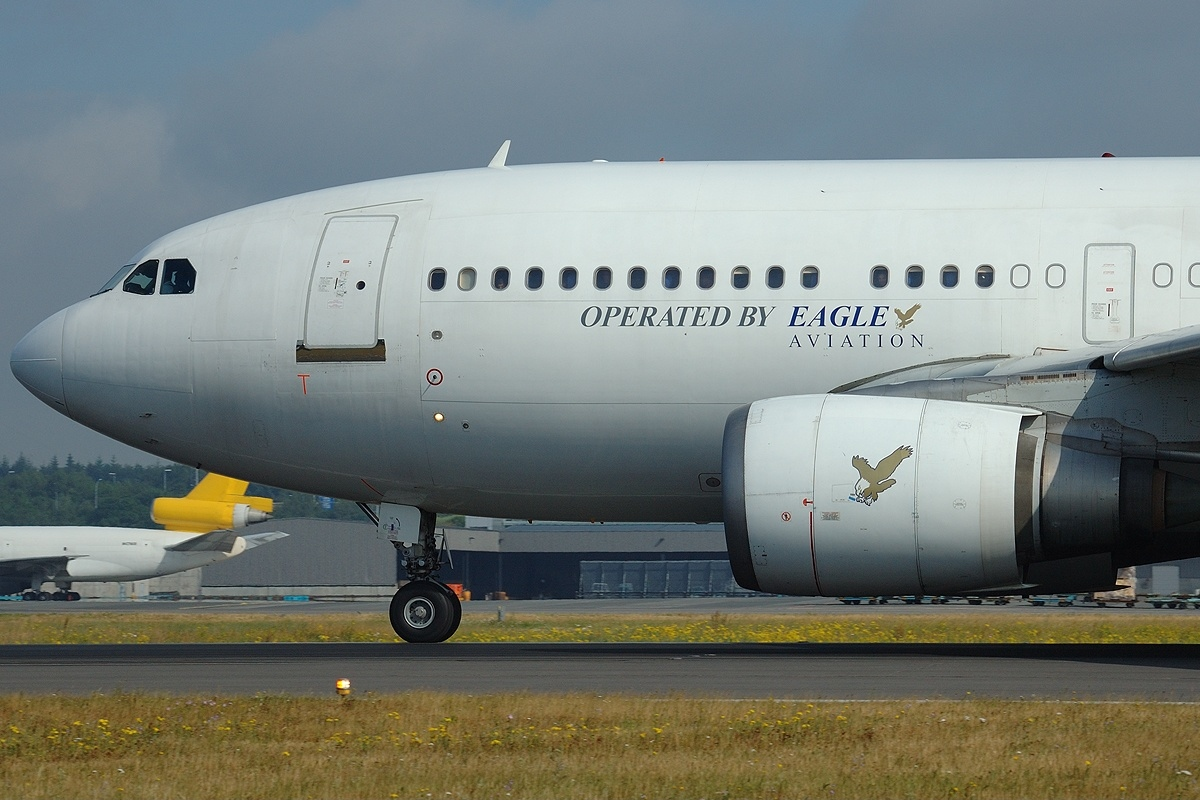
Airbus A310 d'Eagle Aviation n° F-GYYY en juin 2005 à Funchal
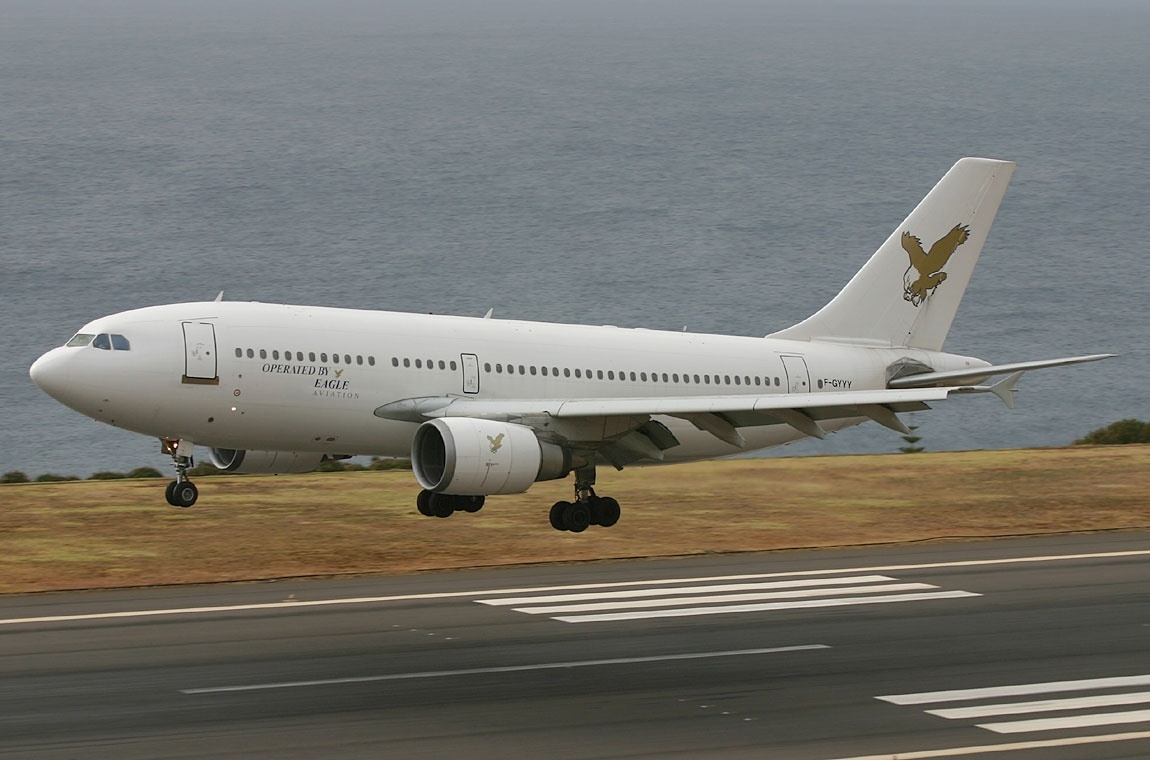
Atterrissage de l'Airbus A310 d'Eagle Aviation n° F-GYYY en juin 2005 à Funchal